# Dominus vobiscum

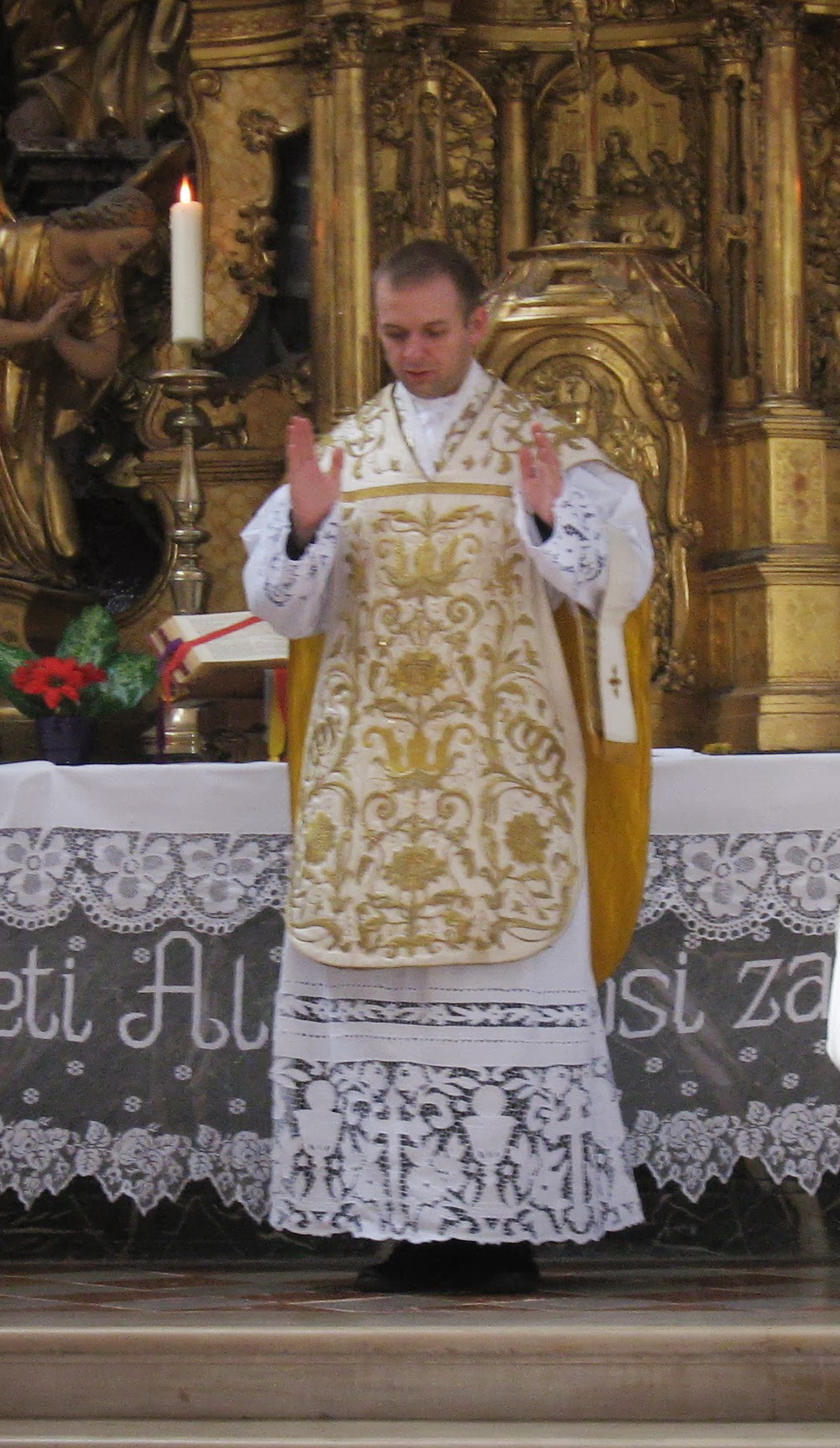
Священик промовляє «Dominus vobiscum» під час відправлення Тридентської меси

Dóminus vobíscum (з латини — «Нехай Господь буде з вами» або «Господь з вами») — це християнське привітання, також благословення, яке традиційно використовується під час літургії римського та візантійського обрядів, а також лютеранських, англіканський, методистських церков. Відповіддю слугує «Et cum spiritu tuo», що перекладається як «І з духом твоїм».

## Використання
Східні Православні Церкви також дотримуються цього вислову, хоча єпископське і пресвітерське благословення є одним і тим самим; грецькою Εἰρήνη πᾶσι, eirene pasi, «мир усім». У римському обряді цей вислів вживається лише для єпископа, який промовляє Pax vobíscum.
У Месі, яку відправляє єпископ або деякі східні католицькі, православні, Dóminus vobíscum замінюється на певну варіацію Pax vobis або Pax vobíscum (Мир вам), на яку відповідають або хресним знаменням, або Et cum spíritu tuo, в залежності від Церкви й від того, чи це Меса, Божественна Літургія чи Свята Курбана.
У деяких єврейських обрядах людина, яку закликають до Тори, вимовляє «Адонай імахема»; сенс ідентичний.
В арабській мові «Аллах маак», що означає «Нехай буде з тобою Аллах», використовується як прощання.

## Походження
Привітання взято з віршів Рут 2:4 та 2 Хронік 15:2 у Вульгаті, латинському перекладі Біблії. У Рут ця фраза міститься у реченні: «Et ecce, ipse veniebat de Bethlehem, dixitque messoribus : Dominus vobiscum. Qui responderunt ei : Benedicat tibi Dominus». У перекладі Огієнка звучить наступне: «Аж ось прийшов із Віфлеєму Боаз, та й сказав до женців: Господь з вами! А вони відказали йому: Нехай поблагословить тебе Господь!».
У II Хроніках розповідається, що Азарія, сповнений Божого духа, промовив: «Audite me, Asa, et omnis Juda et Benjamin : Dominus vobiscum, quia fuistis cum eo. Si quæsieritis eum, invenietis : si autem dereliqueritis eum, derelinquet vos». Що перекладається: «Послухайте мене, Асо та ввесь Юдо й Веніямине! Господь з вами, якщо будете з Ним, і якщо будете Його шукати, дасть вам знайти Себе. А якщо ви полишите Його, полишить Він вас!»
Фраза також з'являється в Числах 14:42, 1 Царств 17:37.